# Grazia Zuffa
Grazia Zuffa (Piasco, 8 agosto 1945 – Roma, 9 febbraio 2025) è stata una politica, psicologa e saggista italiana.

## Biografia
Nata in Piemonte, ha vissuto per moltissimi anni in Toscana.
Membro del PCI; nel 1986 diviene consigliera comunale a Firenze, prima di essere eletta alle elezioni politiche del 1987 al Senato della Repubblica. Nel 1989 viene inserita da Achille Occhetto nel Governo ombra del Partito Comunista Italiano come responsabile delle politiche giovanili.
Dopo lo scioglimento del PCI aderisce al PDS. Conferma il proprio seggio a Palazzo Madama anche dopo le elezioni del 1992, rimanendo in carica fino allo scioglimento anticipato della Legislatura nel 1994.
Dal 2000 al 2005, come professore a contratto, ha insegnato Psicologia delle tossicodipendenze alla Facoltà di Psicologia dell'Università degli studi di Firenze.
È stata co-fondatrice e Presidente di Forum Droghe, che si occupa di politiche sulle droghe a livello nazionale e internazionale e direttrice per 10 anni di Fuoriluogo, l'inserto mensile de il manifesto su droghe, carcere e diritti edito dall'associazione antiproibizionista. Dal 2018 al gennaio 2025 è stata Presidente della Società della Ragione.
Nel corso della sua vita, Grazia Zuffa ha poi ricoperto numerosi incarichi istituzionali. Dal 2006 al 2008 ha fatto parte del Comitato Scientifico Nazionale sulle dipendenze presso il Ministero della solidarietà sociale. Poi è stata nominata nel Comitato Regionale di Bioetica della Toscana (1996-2000) e dal 2006 era membro del Comitato nazionale per la bioetica. Nel 2017, le era stata conferita l’onorificenza di Commendatore al merito della Repubblica Italiana.
Numerosi i saggi e gli articoli pubblicati da Grazia Zuffa nel corso degli anni. Ha scritto per riviste di politica e teoria femminista come Donne e Politica, Reti, Memoria e Leggendaria, così come per riviste di problematiche sociali e di diritto, sia nazionali che internazionali, tra cui Animazione Sociale, Democrazia e Diritto, BioLaw Journal e Drugs and Alcohol Today. Ha partecipato anche a molte pubblicazioni collettanee, tra le quali Italian Drug Policy (2017) e Fra devianza e patologia: malattia mentale e tossicodipendenza (2022).
Tra i suoi libri più significativi possono essere ricordati L’eclisse della madre (1998), scritto con Maria Luisa Boccia, I drogati e gli altri (2000), Droghe e riduzione del danno: un approccio di psicologia di comunità (2002), in collaborazione con Patrizia Meringolo, e Cocaina, il consumo controllato (2010). Con Susanna Ronconi aveva curato importanti opere come Recluse. Lo sguardo della differenza femminile sul carcere (2014), Droghe e autoregolazione (2017) e La prigione delle donne (2020).

## Pubblicazioni
- L'eclisse della madre (1998, Pratiche Editrice) con Maria Luisa Boccia
- I drogati e gli altri (2000 e 2001, Sellerio Editore)
- Droghe e riduzione del danno, un approccio di psicologia di comunità (2002, Edizioni Unicopli) con Patrizia Meringolo
- Cocaina, il consumo controllato (2010, Edizioni Gruppo Abele), di cui è curatrice
- Terre di confine. Soggetti, modelli, esperienze dei servizi a bassa soglia (2011, Edizioni Unicopli), di cui è co-curatrice
- Recluse. Lo sguardo della differenza femminile sul carcere (2014, Ediesse), con Susanna Ronconi
- Droghe e autoregolazione (2017, Ediesse), con Susanna Ronconi
- La prigione delle donne (2020, Ediesse), con Susanna Ronconi